# Istituto francese d'Italia
L'Istituto francese d'Italia, il cui nome ufficiale è Institut français Italia, è l'organismo che rappresenta ed organizza l'Institut français, ovvero la rete culturale della diplomazia francese in Italia negli ambiti culturale, educativo, scolastico e universitario. Agisce in base agli accordi culturali bilaterali sottoscritti dalla Francia e dall'Italia già a partire dal 4 novembre 1949, e che sono stati da allora regolarmente aggiornati.

## Finalità
L'Istituto francese d'Italia è nato il 1º gennaio 2012 e raggruppa il servizio di cooperazione e d'azione culturale dell'Ambasciata di Francia in Italia (SCAC), l'Ufficio di Cooperazione linguistica ed artistica (BCLA), così come pure gli istituti francesi di Firenze a Palazzo Lenzi, Palermo ai Cantieri Culturali alla Zisa, a Napoli presso il Palazzo dell'Istituto Grenoble, ed a Milano presso il Palazzo delle Stelline. Altri centri culturali francesi sono stati sostituiti dall'Alliance française in Italia. L'Istituto francese d'Italia fa parte della vasta rete degli Institut français all'estero: ne esistono oggi circa un centinaio nel mondo.
La missione dell'Istituto francese d'Italia è intrattenere le relazioni bilaterali tra la Francia e l'Italia negli ambiti della cultura, della cooperazione universitaria e linguistica. Queste relazioni si fondano sulla contiguità storica della Francia e dell'Italia e sul profondo intreccio di culture e legami che intercorrono tra i loro popoli. È una finalità alla quale la diplomazia francese assegna una importanza particolare nel contesto contemporaneo della crescente globalizzazione.
In dettaglio, l'Istituto si occupa di:
- diffondere la lingua francese in Italia, in particolare nelle strutture educative e su internet;
- promuovere le produzioni francesi sulla scena artistica italiana e sui mercati dell'industria culturale, e sviluppare gli scambi tra i professionisti del settore;
- rafforzare la presenza francese negli ambiti degli audiovisivi, ed in particolare al cinema, che è l'arte nella quale la relazione franco-italiana è particolarmente ricca e fruttuosa;
- stimolare il dibattito d'idee tra la società italiana e quella francese, in particolare sulle problematiche globali che riguardano il futuro della società internazionale;
- sviluppare la cooperazione universitaria ed aumentare la mobilita degli studenti italiani verso la Francia;
- organizzare corsi di francese finalizzati alla certificazione DELF-DALF.

L'Institut français de Florence è stato il primo aperto dalla Francia all'estero nel 1907. Esso beneficia anche del sostegno di partner privati, sia italiani sia francesi.
L'Istituto francese d'Italia agisce in stretta cooperazione con l'Institut français - Centre Saint-Louis, collegato con l'Ambasciata di Francia presso la Santa Sede che oltre alle sue specifiche missioni culturali per gli ambienti ecclesiastici romani, assicura l'insegnamento della lingua francese e offre diplomi e certificati a Roma.
Oltre che con gli Istituti francesi sopra riportati, collabora regolarmente con la rete delle Alliance française in Italia, presenti in numerosissime città grandi e piccole.